# Temporada 1951-52 de la NBA
La temporada 1951-52 de la NBA fue la sexta en la historia de la liga. La temporada finalizó con Minneapolis Lakers como campeones tras ganar a New York Knicks por 4-3.

## Aspectos destacados
- Tri-Cities Blackhawks se trasladó del área de las "Tri-Cities" de Moline, Illinois, Rock Island, Illinois y Davenport, Iowa a Milwaukee, Wisconsin, y pasó a llamarse Milwaukee Hawks.
- El All-Star Game de la NBA de 1952 se disputó en Boston, Massachusetts, con victoria del Este sobre el Oeste por 108-91. Paul Arizin, de Philadelphia Warriors, recibió el MVP.

## Clasificaciones
| Equipo                | V  | D  | %V   | P  |
| --------------------- | -- | -- | ---- | -- |
| Syracuse Nationals    | 40 | 26 | .606 | -  |
| Boston Celtics        | 39 | 27 | .591 | 1  |
| New York Knicks       | 37 | 29 | .561 | 3  |
| Philadelphia Warriors | 33 | 33 | .500 | 7  |
| Baltimore Bullets     | 20 | 46 | .303 | 20 |

| Equipo                 | V  | D  | %V   | P  |
| ---------------------- | -- | -- | ---- | -- |
| Rochester Royals       | 41 | 25 | .621 | -  |
| Minneapolis Lakers C   | 40 | 26 | .606 | 1  |
| Indianapolis Olympians | 34 | 32 | .515 | 7  |
| Fort Wayne Pistons     | 29 | 37 | .439 | 12 |
| Milwaukee Hawks        | 17 | 49 | .258 | 24 |

* V: Victorias
* D: Derrotas
* %V: Porcentaje de victorias
* P: Partidos de diferencia respecto a la primera posición
* C: Campeón

## Playoffs
|  | Semifinales de Conferencia | Semifinales de Conferencia | Semifinales de Conferencia |   |              | Finales de Conferencia | Finales de Conferencia | Finales de Conferencia |  |    | Finales de la NBA | Finales de la NBA | Finales de la NBA |
|  |                            |                            |                            |   |              |                        |                        |                        |  |    |                   |                   |                   |
|  | E1                         | Syracuse                   | 2                          |   |              |                        |                        |                        |  |    |                   |                   |                   |
|  | E4                         | Philadelphia               | 1                          |   |              |                        |                        |                        |  |    |                   |                   |                   |
|  | E4                         | Philadelphia               | 1                          |   | E1           | Syracuse               | 1                      |                        |  |    |                   |                   |                   |
|  | Conferencia Este           |                            |                            |   | E1           | Syracuse               | 1                      |                        |  |    |                   |                   |                   |
|  |                            | E3                         | New York                   | 3 |              |                        |                        |                        |  |    |                   |                   |                   |
|  | E3                         | E3                         | New York                   | 3 | New York     | 2                      |                        |                        |  |    |                   |                   |                   |
|  | E3                         |                            |                            |   | New York     | 2                      |                        |                        |  |    |                   |                   |                   |
|  | E2                         | Boston                     | 1                          |   |              |                        |                        |                        |  |    |                   |                   |                   |
|  | E2                         | Boston                     | 1                          |   |              |                        |                        |                        |  | E3 | New York          | 3                 |                   |
|  |                            |                            |                            |   |              |                        |                        |                        |  | E3 | New York          | 3                 |                   |
|  |                            | W2                         | Minneapolis                | 4 |              |                        |                        |                        |  |    |                   |                   |                   |
|  | W1                         | W2                         | Minneapolis                | 4 | Rochester    | 2                      |                        |                        |  |    |                   |                   |                   |
|  | W4                         | Fort Wayne                 | 0                          |   |              |                        |                        |                        |  |    |                   |                   |                   |
|  | W4                         | Fort Wayne                 | 0                          |   | W1           | Rochester              | 1                      |                        |  |    |                   |                   |                   |
|  | Conferencia Oeste          |                            |                            |   | W1           | Rochester              | 1                      |                        |  |    |                   |                   |                   |
|  |                            | W2                         | Minneapolis                | 3 |              |                        |                        |                        |  |    |                   |                   |                   |
|  | W3                         | W2                         | Minneapolis                | 3 | Indianapolis | 0                      |                        |                        |  |    |                   |                   |                   |
|  | W3                         |                            |                            |   | Indianapolis | 0                      |                        |                        |  |    |                   |                   |                   |
|  | W2                         | Minneapolis                | 2                          |   |              |                        |                        |                        |  |    |                   |                   |                   |

## Estadísticas
| Categoría                    | Jugador      | Equipo                | Estadísticas |
| ---------------------------- | ------------ | --------------------- | ------------ |
| Puntos por partido           | Paul Arizin  | Philadelphia Warriors | 25.4         |
| Rebotes por partido          | George Mikan | Minneapolis Lakers    | 13.5         |
| Asistencias por partido      | Andy Phillip | Philadelphia Warriors | 8.2          |
| Porcentaje de tiros de campo | Paul Arizin  | Philadelphia Warriors | 44.8         |
| Porcentaje de tiros libres   | Bob Wanzer   | Rochester Royals      | 90.4         |

## Premios
- Primer Quinteto de la Temporada
  - Paul Arizin, Philadelphia Warriors
  - Bob Cousy, Boston Celtics
  - Ed Macauley, Boston Celtics
  - Bob Davies, Rochester Royals
  - Dolph Schayes, Syracuse Nationals
  - George Mikan, Minneapolis Lakers

- Segundo Quinteto de la Temporada
  - Vern Mikkelsen, Minneapolis Lakers
  - Andy Phillip, Philadelphia Warriors
  - Larry Foust, Fort Wayne Pistons
  - Jim Pollard, Minneapolis Lakers
  - Bob Wanzer, Rochester Royals